# Berné
Berné (en bretón Berne) es una población y comuna francesa, situada en la región de Bretaña, departamento de Morbihan, en el distrito de Pontivy y cantón de Le Faouët.

## Demografía
| 1685 | 1592 | 1508 | 1425 | 1350 | 1316 |
| Para los censos de 1962 a 1999 la población legal corresponde a la población sin duplicidades (Fuente: INSEE [Consultar]) |      |      |      |      |      |